# New Baltic Dance
New Baltic Dance ist die größte Veranstaltung für zeitgenössischen Tanz in den baltischen Staaten, ein internationales Festival für zeitgenössischen Tanz in der litauischen Hauptstadt Vilnius. Es wird vom Litauischen Tanzinformationszentrum und der Anstalt „Vilnius Festivals“ seit 1997 organisiert.
An dem Festival nehmen Tanztruppen aus den Ländern des Ostsee-Raums teil, aus Litauen, Lettland, Estland, Russland, Polen, Deutschland und den nordischen Ländern. Jedes Jahr kommen mehrere Truppen aus der weiteren Umgebung (Großbritannien, Frankreich, Kanada, Italien, Israel, Senegal, Kasachstan, Schweiz, Italien, Spanien, Belgien).
Das Festival findet jährlich im Frühling (von April bis Mai) statt.

## Geschichte
Im Jahr 2014 nahmen Tänzer aus Litauen und 13 anderen Ländern teil.
Im Jahr 2019 wurde im Rahmen des Festivals die erste Baltic Dance Platform umgesetzt. Ziel der Plattform ist es, den zeitgenössischen Tanz aus drei baltischen Ländern (Litauen, Lettland, Estland) zu präsentieren und die Vernetzung und Zusammenarbeit zwischen Künstlern des zeitgenössischen Tanzes zu fördern.
Vom 26. April bis 14. Mai 2023 fand das Festival in der litauischen Hauptstadt Vilnius, Ukmergė und Žagarė statt.
Vom 2. bis 5. Mai 2023 wurden im Rahmen des Festivals sowohl die Tanzplattform der Ukraine als auch die litauische Tanzplattform präsentiert.
Am Programm nahmen 450 Tänzer und 230 Tanztheater aus 35 Staaten teil.

## Kuratoren
- 1997–2016: Audronis Imbrasas
- Seit 2017: Gintarė Masteikaitė